# 岡本曉
岡本 曉（おかもと あきら、1887年8月 - ？）は、日本の地方公共団体職員、拓務官僚、実業家。名の「曉」は旧字体のため、新字体で岡本 暁（おかもと あきら）とも表記される。
隠岐島庁技手、樺太庁拓殖部水産課課長、樺太庁内務部水産課課長、樺太庁水産物検査所所長、樺太共同漁業株式会社常務、樺太藁工品配給株式会社社長などを歴任した。

## 概要
山口県出身の拓務官僚である。島根県庁に入庁し、隠岐島庁で技手を務めたのち、樺太庁に入庁した。樺太庁の拓殖部や内務部にて水産課の課長を歴任するとともに、樺太庁水産物検査所の所長を務めるなど、主として漁業行政畑を歩んだ。退官後は樺太共同漁業の常務、樺太藁工品配給の社長、樺太水産業の会長を務めるなど、水産業に関わり続けた。樺太の林業政策を担った尾澤淸太郞、農業政策を担った正見透と並び、太平洋戦争開戦前から戦中にかけ樺太の産業育成に尽力した人物として知られている。

## 来歴

### 生い立ち
1887年8月に生まれ、山口県にて育った。上京して水産講習所で学び、1910年に卒業した。水産講習所卒業後は、島根県庁に採用され、隠岐島庁の技手となった。その後、大日本帝国の樺太庁に入庁することになり、1917年より樺太庁の水産課に勤務した。当時、サハリン島は北緯50度線以北をロシア帝国、のちのソビエト連邦が領有しており、北緯50度線以南は大日本帝国が領有していた。サハリン島の北緯50度線以南は「樺太」と呼称される外地と位置づけられ、地方行政官庁として樺太庁が設置されていた。しかし、1918年に施行された共通法により、他の外地と異なり樺太には内地の法令が適用されることになるなど、樺太は激しい変革の時代を迎えていた。

### 官界にて
樺太庁では、主として漁業行政畑を歩んだ。樺太庁に属として勤務するとともに、樺太庁水産試験場の技師を兼任した。1924年、樺太庁の技師として拓殖部水産課の課長に就任した。それに伴い、高等官六等に叙された。水産課では、樺太における水産、水産組合、漁業組合、漁業用地といった事項を所管した。なお、1924年12月に拓殖部が内務部に統合されることになり、水産課も内務部の所管となった。1929年には樺太庁の内務部にて水産課の課長を務めつつ、並行して樺太庁水産物検査所の所長も兼任していた。なお、1929年になると拓務省が新設され、朝鮮総督府、台湾総督府、南洋庁とともに樺太庁も拓務省の監督を受けることになったが、引き続き樺太庁に勤務した。1934年3月、依願免本官となり樺太庁を退官した。

### 退官後
1934年4月、樺太共同漁業にて常務に就任した。1941年2月には、樺太藁工品配給の社長に就任した。そのほか、真岡臨港倉庫の取締や樺太糧穀の監査などを務めていた。1944年2月、樺太水産業の会長に就任した。また、1944年5月からは樺太水産振興の取締役も兼任した。

## 略歴
- 1887年 - 山口県にて誕生[1]。
- 1910年 - 水産講習所卒業[1]。
- 1917年 - 樺太庁入庁[1]。
- 1924年 - 樺太庁拓殖部水産課課長[1]。
- 1924年 - 樺太庁内務部水産課課長。
- 1929年 - 樺太庁水産物検査所所長[1]。
- 1934年 - 樺太庁退官[1]。
- 1934年 - 樺太共同漁業常務[1]。
- 1941年 - 樺太藁工品配給社長[1]。
- 1944年 - 樺太水産業会長[1]。
- 1944年 - 樺太水産振興取締役[1]。

## 著作

### 寄稿、分担執筆、等
- 岡本曉稿「鍊漁業合同に關する經過」樺太敷香時報社編『樺太年鑑』昭和8年版、樺太敷香時報社、1933年、214-216頁。全国書誌番号:46080538

### 論文
- 岡本曉・尾澤淸太郞・正見透稿「樺太打開の道を語る」『樺太』14巻3号、樺太社、1942年3月、48-59頁。全国書誌番号:00004251

### 註釈
1. ↑  水産講習所は、のちに東京海洋大学の源流の一つとなった。

## 関連人物
- 尾澤清太郎
- 正見透